# Hans Lissmann

Hans Lissmann, um 1915

Hans Lissmann, auch Hans Lißmann, vollständig Johannes Wolfgang Lissmann (* 19. September 1885 in Hamburg; † 26. Mai 1964 in Leipzig) war ein deutscher Opernsänger (Tenor) und Gesangslehrer.

## Leben
Lissman war der Sohn des Bass-Baritons Friedrich Heinrich Lissmann (1847–1894) und der Sopranistin Anna Marie Lissmann-Gutzschbach (1847–1928). Seine Schwester Eva-Katharina Lissmann (1883–nach 1917) war ebenfalls Konzertsängerin.
Er studierte von 1903 bis 1905 am Königlichen Konservatorium der Musik zu Leipzig, u. a. bei Arthur Nikisch und Paul Homeyer. Später studierte er auch am Königlichen Konservatorium für Musik und Theater zu Dresden Orchesterleitung und arbeitete anschließend als Dirigent an verschiedenen deutschen Theatern. Seine Gesangsausbildung erhielt er bei Raimund von Zur Mühlen in London und bei Ernesto Colli in Mailand.
1913 kam er nach Deutschland zurück. Nach einem kurzen Engagement an der Hamburger Volksoper war er von 1914 bis 1933 erster lyrischer Tenor an der Oper in Leipzig. Dort sang er über 100 Partien, unter anderem 1919 in der Uraufführung der Oper Revolutionshochzeit von Eugen d’Albert und 1927 in der Uraufführung der Oper Clavigo von Max Ettinger. Er gab erfolgreiche Gastspiele, so den Fenton in Verdis Falstaff unter Arturo Toscanini in Rom, den Belmonte in Die Entführung aus dem Serail unter Sir Thomas Beecham in London sowie an führenden deutschen Theatern. Max von Schillings wählte ihn als Sänger für die Uraufführung seiner Oper Mona Lisa in Stuttgart.
Im September 1933 gab er in Leipzig seine umjubelte Abschiedsvorstellung als Alfredo in der Oper La traviata.
Zugleich war Lissmann ein hoch angesehener Konzert- und Liedsänger. Neben eigenen Konzerten sang er in Leipzig regelmäßig unter Thomaskantor Karl Straube die Partie des Evangelisten in den Aufführungen von Bachs Matthäuspassion und Weihnachtsoratorium. Neben Wolfgang Rosenthal (Bass-Bariton), Ilse Helling-Rosenthal (Sopran) und Marta Adam (Alt) gehörte er als Tenor dem Rosenthal-Quartett an.
Daneben betätigte er sich auch als Komponist von Liedern und Kurzopern sowie der Oper Weh dem, der lügt! nach Franz Grillparzers gleichnamiger Komödie.

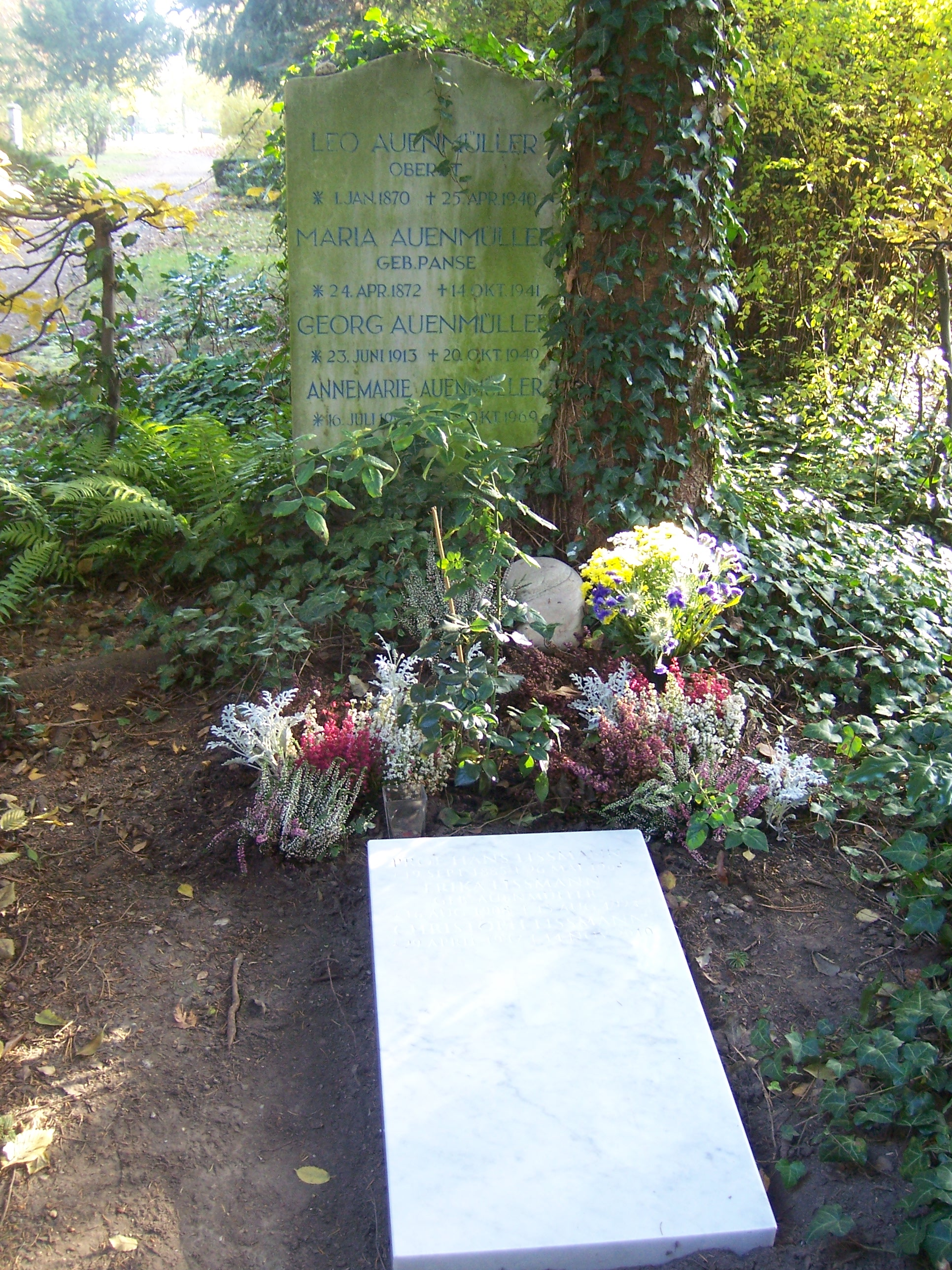
Grabstätte Hans Lissmann auf dem Südfriedhof in Leipzig

Hans Lissmann war zwischen 1930 und 1952 Professor für Gesang am Leipziger Konservatorium. Zu seinen Schülern gehörten Reiner Süß und Rolf Apreck.
Seit 1921 war er Mitglied der Leipziger Freimaurerloge Minerva zu den drei Palmen. Er war verheiratet mit Erika Auenmüller (1908–1973). Der Ehe entstammten mehrere Kinder.